# Землетрясение в Систане и Белуджистане (2013)
Землетрясение в Систане и Белуджистане — произошло в 15:14 по Иранскому времени (04:30 UTC) 16 апреля 2013 года. В результате землетрясения магнитудой 7,5 (по другим данным — 7,8) на юго-востоке Ирана более 40 человек погибли и сотни получили ранения. В результате землетрясения в Пакистане погибли 34 человека.
Землетрясение произошло в гористой местности между городами Сераван и Хаш в Систан и Белуджистане, недалеко от границы с Пакистаном и длилось около 25 секунд. Землетрясение произошло на средней глубине литосферы Аравийской плиты, недалеко от границы между погружающейся Аравийской плитой и преобладающей Евразийской плитой на глубине около 80 км.
Это было крупнейшее землетрясение в Иране за последние 40 лет, равное по силе землетрясению, которое потрясло Табас в 1978 году, в результате чего погибло 15 000 человек и, возможно, крупнейшее за последние полвека. Землетрясение магнитудой 6,3 балла произошло недалеко от Бушира. Город Машкель находился недалеко от эпицентра землетрясения, и около 85 процентов городских зданий были повреждены. В результате землетрясения погибли 35 человек.

## Первичные эффекты
Землетрясение произошло в 83 километрах к востоку от города Сераван и ощущалось на большей части восточного Ирана и южного Пакистана, а также в Эр-Рияде, Манаме, Дохе, Абу-Даби, Маскате и Дели. Первоначальные источники указали, что в Иране погибли около 100 человек и что Тегеран подтвердил гибель 40 человек, но эти источники оспариваются. С тех пор Иран официально отрицал подсчет смертей, сообщив только о травмах по состоянию на 14:00 по UTC. Хотя землетрясение было намного сильнее, чем предыдущие в этом районе, глубина и плотность местности / населения над очагом, а также преобладающее строение зданий из относительно легких материалов, таких как грязь и дерево, означало, что в Иране было относительно мало жертв, хотя число жертв было больше в соседнем Пакистане, по крайней мере, было зарегистрировано 34 смертельных случая. По данным иранского Красного Полумесяца, все коммуникации в этом районе были отключены и были отправлены спасательные команды
. Здания были эвакуированы даже в Дели и на Аравийском полуострове, а многие здания в Иране были полностью разрушены.

## Тектоника
Иран расположен на линии разлома между Аравийской и Евразийской плитами. Столкновение этих двух плит вызывает большинство землетрясений в Иране. Конкретный район разлома, лежащий ниже провинции Систан и Белуджистан, называется районом Макран. В этой области Аравийская плита складывается под Евразийскую плиту или погружается под неё.